# The Ballad of John Henry
The Ballad of John Henry — седьмой студийный альбом американского блюз-рокового музыканта Джо Бонамассы, вышедший 24 февраля 2009 года на лейбле J&R Records. Альбом дебютировал в топ-30 в Великобритании, а в США он дебютировал на первом месте в чарте блюзовых альбомов Billboard Blues Albums.

## Об альбоме

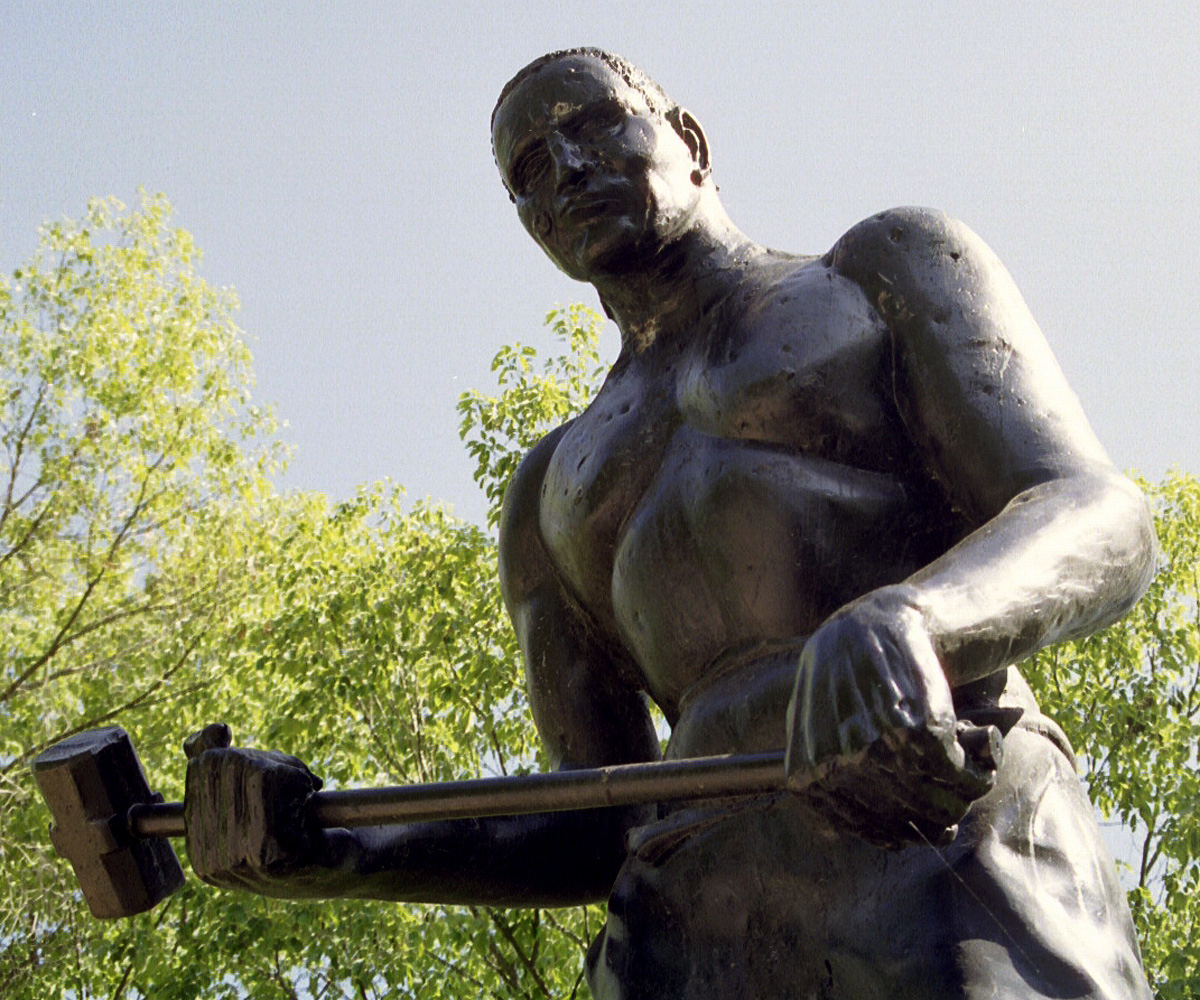
Памятник Джону Генри (Talcott, округ Саммерс, штат Западная Виргиния, США).

В 2007 году Джо Бонамасса назвал свой альбом в честь песни Боба Эзрина. В 2009 году он назвал свой седьмой студийный альбом The Ballad of John Henry в честь одной из самых стойких историй в американской народной музыке. Джон Генри это мифологический народный герой США, темнокожий рабочий-путеец, победивший в соревновании с паровым молотом, но погибший от истощения. Этот альбом это тяжелое мифотворчество, которое в некоторых случаях переходит в тяжелые гитары, особенно в эпическом шестиминутном заглавном треке, чьи бушующие минорные риффы, оркестровки и экскурсы в акустические инструменты ближе к прог-року, чем к блюзу.

## Отзывы
| Оценки критиков | Оценки критиков |
| Источник        | Оценка          |
| --------------- | --------------- |
| Allmusic        | [ 1 ]           |
| PopMatters      | (7/10)          |

Альбом получил положительные отзывы музыкальной критики и интернет-изданий. Стивен Томас Эрлевайн написал в AllMusic, что «Его гитара и голос имеют равный вес, когда он исполняет медленный блюз, акустические номера, каверы и оригиналы — все, с чем он работал на предыдущих альбомах, здесь собрано вместе, что делает альбом самым разнообразным и, возможно, самым лучшим, даже если эта тяжесть означает, что им не всегда легче наслаждаться».

## Список композиций
| №   | Название                                                            | Автор(ы)                             | Длительность |
| --- | ------------------------------------------------------------------- | ------------------------------------ | ------------ |
| 1.  | «The Ballad of John Henry»                                          | Joe Bonamassa, Mississippi John Hurt | 6:26         |
| 2.  | «Stop!» (кавер песни Sam Brown)                                     | Sam Brown, Gregg Sutton, Bruce Brody | 6:48         |
| 3.  | «Last Kiss»                                                         | Bonamassa                            | 7:15         |
| 4.  | «Jockey Full of Bourbon» (кавер песни Tom Waits)                    | Tom Waits                            | 5:22         |
| 5.  | «Story of a Quarryman»                                              | Bonamassa                            | 4:59         |
| 6.  | «Lonesome Road Blues»                                               | Bonamassa                            | 3:08         |
| 7.  | «Happier Times»                                                     | Bonamassa                            | 6:40         |
| 8.  | «Feelin' Good» (кавер песни Cy Grant)                               | Leslie Bricusse, Anthony Newley      | 4:44         |
| 9.  | «Funkier Than a Mosquito's Tweeter» (кавер песни Ike & Tina Turner) | Aillene Bullock                      | 5:00         |
| 10. | «The Great Flood»                                                   | Bonamassa                            | 7:39         |
| 11. | «From the Valley»                                                   | Bonamassa                            | 2:24         |
| 12. | «As the Crow Flies» (кавер песни Tony Joe White)                    | Tony Joe White, Tennessee Swamp Fox  | 3:58         |

## Чарты
Альбом дебютировал на 26-м месте в Великобритании. В США альбом дебютировал на первом месте в чарте блюзовых альбомов Billboard Blues Albums и семь недель возглавлял его, а также и под номером 39 в чарте Billboard 200.
| Чарт (2009)                     | Высшая позиция |
| ------------------------------- | -------------- |
| US Billboard 200                | 103            |
| US Billboard Top Blues Albums   | 1              |
| US Billboard Independent Albums | 8              |
| Dutch Albums Chart              | 23             |
| Swedish Albums Chart            | 46             |
| Swiss Albums Chart              | 97             |
| UK Albums Chart                 | 26             |